# The Guilty - Il colpevole
The Guilty - Il colpevole (The Guilty) è un film del 2000 diretto da Anthony Waller.
Interpretato da Bill Pullman, Devon Sawa e Gabrielle Anwar, è un remake dell'omonimo film per la televisione del 1992 con Michael Kitchen.

## Trama
Callum Crane è uno spregiudicato avvocato in procinto di essere nominato giudice che usa mezzi anche poco leciti per scagionare i suoi assistiti. Trascorsa la serata con la giovane e bella Sophie Lennon, la nuova assistente dello studio, dopo aver bevuto troppo la violenta. In seguito la licenzia per paura che la ragazza possa rivalersi su di lui, ma Sophie non si fa intimidire e minaccia di denunciarlo. Nello stesso momento Nathan, un giovane che ha appena scontato alcuni mesi per furto, scopre di essere figlio proprio di Crane, così si reca in città per conoscerlo. In città conosce Tanya, la coinquilina di Sophie.
Nathan incontra il padre quando riesce a sventare un tentativo di rapina ai suoi danni, ma non ha modo di svelare la sua identità all'uomo, perché questi lo anticipa con una proposta: gli offre una ingente somma di denaro per uccidere la ragazza che minaccia di rovinargli la vita.
Nathan non se la sente; ci penserà il suo amico Leo che, braccato dagli strozzini, ha bisogno urgente di denaro. Riuscito nell’impresa di uccidere Sophie - nonostante il disperato tentativo di Nathan di salvarla - Leo, accecato dalla furia, cerca in tutti i modi di avere il resto dei soldi pattuiti durante la proposta tra Nathan e Crane. 
Nathan viene accusato dell’omicidio di Sophie ed è costretto a fuggire: riceve aiuto da Tanya, dalla quale scopre la verità, ovvero che Sophie è stata violentata dal padre, il quale non ha nessuna intenzione di costituirsi. 
Cercando di nascondere qualunque traccia che possa collegarlo all’omicidio di Sophie, Crane si mette in contatto con Leo dicendogli che il resto dei soldi è in possesso di Nathan. Accecato dalla rabbia, Leo raggiunge Nathan in un luogo indicatogli da Crane ma in realtà cade in un’imboscata: vi trova il gruppo di criminali a cui deve del denaro e rimane ucciso.
Nel frattempo Nathan disperato per quanto accaduto a Sophie, minaccia Crane, chiedendogli aiuto per fuggire dal Paese in cambio del suo silenzio, avendo registrato tutta la conversazione; così Crane è costretto ad aiutarlo. In realtà l'uomo riesce ad impossessarsi del nastro non lasciando alcuna scelta a Nathan. Il ragazzo viene arrestato e accusato di omicidio. 
Nel frattempo Crane cerca di chiudere tutto l’accaduto convincendo il fratello di Nathan ad accusare il vero assassino, Leo, in modo tale che questo delitto possa concludersi in modo perfetto, senza che Nathan, unico testimone, possa essere accusato. Viene quindi scarcerato.
Crane ha intanto scoperto la relazione della moglie con un suo collega: la caccia di casa, ma ingenuamente dimentica la busta con il nastro delle prove schiaccianti della premeditazione dell’omicidio; così, prima di andarsene, la moglie inconsapevolmente spedisce come d’abitudine la corrispondenza indirizzata alla procura, ignara del contenuto. Crane viene quindi arrestato per il suo omicidio “perfetto”.

## Distribuzione
Il film, uscito direttamente in home video e TV negli Stati Uniti, è stato invece distribuito nelle sale cinematografiche italiane da Eagle Pictures a partire dal 15 giugno 2001.